# 11 септември
11 септември е 254-тият ден в годината според григорианския календар (255-и през високосна). Остават 111 дни до края на годината.

## Събития
- 1565 г. – Приключва Великата обсада на Малта от османските турци, започнала на 18 май, в която рицарите хоспиталиери удържат острова.
- 1697 г. – Голямата турска война: Състои се Битката при Зента.
- 1709 г. – В една от най-кръвопролитните битки от Войната за испанското наследство – Битката при Малплаке – обединените сили на Великобритания, Нидерландия и Австрия побеждават Франция.
- 1792 г. – Откраднат е диамантът Хоуп от къщата, в която се съхранява.
- 1877 г. – Руско-турска война (1877–1878): Руснаците щурмуват Плевен.
- 1915 г. – България в Първата световна война: В Царство България започва мобилизация на българската армия за Първата световна война.
- 1922 г. – Въстание от 11 септември 1922 година.
- 1941 г. – Започват изкопните работи по построяването на Пентагона.
- 1945 г. – Пожар на Пристанище „Бургас“.
- 1961 г. – Формиран е Световният фонд за дивата природа.
- 1970 г. – Похитителите от „Доусънс Фийлд“ освобождават 88 от заложниците си. Останалите заложници, предимно евреи и израелски граждани, са държани до 25 септември.
- 1972 г. – Състои се официалната церемония по закриване на Двадесетите летни олимпийски игри в Мюнхен, Германия.
- 1973 г. – Извършен е военен преврат в Чили от генерал Аугусто Пиночет, който демонстративно сваля демократично избрания президент Салвадор Алиенде. Пиночет запазва властта си 17 години.
- 1974 г. – Самолетът, който изпълнява полет 212 на „Ийстърн Еър Лайнс“ катастрофира в Шарлът, Северна Каролина и убива 72 души на борда.
- 1978 г. – Умира българският писател и дисидент Георги Марков, който е отровен в Лондон 4 дни по-рано от агент на Държавна сигурност.
- 1989 г. – Във вестник Работническо дело са публикувани имената на около 500 деятели на БКП, репресирани в СССР при управлението на Сталин. С публикацията те са реабилитирани.
- 1990 г. – „Боинг 727“ на „Фосет Перу“ изчезва в Атлантическия океан по време на полет от Малта за Перу. Въпреки издирването не са открити следи от полета и хората на борда.
- 1994 г. – Официално отваря врати Музеят на византийската култура в град Солун, Гърция.
- 1997 г. – Непилотираният космически апарат на НАСА Марс Глобъл Сървейър достига орбитата на Марс.
- 2001 г. – Атентатите от 11 септември 2001 г. в САЩ причиняват срутването на Световния търговски център в Ню Йорк, част от Пентагона в Арлингтън, Вирджиния и падането на пътнически самолет край Шанксвил, Пенсилвания.
- 2003 г. – Шведската външна министърка Ана Линд умира, след като е нападната с нож и смъртоносно ранена от неизвестен мъж на 10 септември.
- 2004 г. – При катастрофа на хеликоптер в Егейско море загиват всичките 17 пътници на борда му, в това число патриарха Петър VII, журналисти и епископи на Александрийската патриаршия.
- 2005 г. – Израел официално обявява намерение да напусне Ивицата Газа след 38 години окупация.
- 2007 г. – Русия изпитва най-голямото конвенционално оръжие създавано някога – Бащата на всички бомби.

## Родени
- 1524 г. – Пиер дьо Ронсар, френски поет († 1585 г.)
- 1816 г. – Карл Цайс, германски оптик († 1888 г.)
- 1822 г. – Олга Николаевна Вюртембергска, кралица на Вюртемберг († 1892 г.)
- 1833 г. – Леандър Леге, френски дипломат († 1887 г.)
- 1862 г. – О. Хенри, американски писател († 1910 г.)
- 1877 г. – Феликс Дзержински, революционер и политик († 1926 г.)
- 1881 г. – Гончигийн Бумценд, монголски политик († 1953 г.)
- 1885 г. – Дейвид Хърбърт Лорънс, английски писател († 1930 г.)
- 1900 г. – Семьон Лавочкин, авиоконструктор († 1960 г.)
- 1903 г. – Теодор Адорно, немски социолог и философ († 1969 г.)
- 1914 г. – Павле, сръбски духовен водач († 2009 г.)
- 1916 г. – Александър Кипров, български шахматист († 2000 г.)
- 1917 г. – Фердинад Маркос, филипински президент и диктатор († 1986 г.)
- 1917 г. – Ярослав Тагамлицки, български математик от руски произход († 1983 г.)
- 1920 г. – Иван Братанов, български актьор († 1968 г.)
- 1930 г. – Никола Станчев, български борец († 2009 г.)
- 1933 г. – Уилям Пиърс, американски нео-нацист († 2002 г.)
- 1935 г. – Герман Титов, съветски космонавт († 2000 г.)
- 1935 г. – Арво Перт, естонски композитор
- 1937 г. – Йосиф Кобзон, руски певец и политик († 2018 г.)
- 1939 г. – Сократ Лафазановски, македонски художник
- 1940 г. – Брайън Де Палма, американски филмов режисьор
- 1940 г. – Нон Дук Ман, виетнамски политик
- 1941 г. – Георги Наумов-Чарли, български актьор († 2022 г.)
- 1944 г. – Кеворк Кеворкян, български журналист
- 1945 г. – Франц Бекенбауер, немски футболист и треньор († 2024 г.)
- 1948 г. – Димитър Костадинов, български писател († 2022 г.)
- 1948 г. – Илия Караиванов, български актьор († 2009 г.)
- 1957 г. – Пламен Марков, български футболист и треньор по футбол
- 1960 г. – Хироши Амано, японски физик и Нобелов лауреат
- 1963 г. – Таня Димитрова, българска актриса
- 1965 г. – Башар Асад, сирийски политик
- 1972 г. – Красимир Дунев, български гимнастик
- 1977 г. – Лудакрис, американски рапър и актьор
- 1977 г. – Матю Стивънс, уелски играч на снукър
- 1977 г. – Тодор Чобанов, български историк и политик, доктор по археология
- 1978 г. – Бен Лий, американски актьор
- 1981 г. – Андреа Досена, италиански футболист
- 1984 г. – Юсуф Акгюн, турски актьор
- 1987 г. – Тайлър Хеклин, американски актьор

## Починали
- 1161 г. – Мелисенда Йерусалимска, кралица на Йерусалим (* 1105 г.)
- 1733 г. – Франсоа Купрен, френски композитор и органист (* 1668 г.)
- 1824 г. – Давид Рикардо, английски икономист (* 1772 г.)
- 1921 г. – Лудвиг Александър фон Батенберг, първи маркиз на Милфорд Хейвън (* 1892 г.)
- 1939 г. – Константин Коровин, руски художник (* 1861 г.)
- 1941 г. – Кръстьо Раковски, български политик (* 1873 г.)
- 1948 г. – Мохамед Али Джина, пакистански политик (* 1876 г.)
- 1954 г. – Димитър Попиванов, български музикален деец (* 1874 г.)
- 1963 г. – Любомир Чакалов, български математик (* 1886 г.)
- 1966 г. – Иван Бонев, български партизанин (* 1909 г.)
- 1971 г. – Никита Хрушчов, съветски политик (* 1894 г.)
- 1973 г. – Салвадор Алиенде, чилийски политик (* 1908 г.)
- 1978 г. – Георги Марков, български писател (* 1929 г.)
- 1978 г. – Рони Петерсон, шведски пилот от Формула 1 (* 1944 г.)
- 1982 г. – Албер Собул, френски историк (* 1914 г.)
- 1986 г. – Радка Бъчварова, българска режисьорка (* 1918 г.)
- 1994 г. – Джесика Тенди, американска актриса (* 1909 г.)
- 1997 г. – Илия Кирчев, български футболист (* 1932 г.)
- 2003 г. – Ана Линд, шведски политик (* 1957 г.)
- 2004 г. – Томас Циглер, немски писател (* 1956 г.)
- 2004 г. – Петър VII, патриарх на Александрия (* 1949 г.)
- 2005 г. – Иван Куцаров, български моторист (* 1973 г.)
- 2006 г. – Йоахим Фест, немски историк (* 1926 г.)
- 2011 г. – Клиф Робъртсън, американски актьор (* 1923 г.)

## Празници
- Аржентина – Ден на учителя
- Испания – Национален празник на Каталуния
- САЩ – Ден на патриотите